# Cineteca Nazionale
La Cineteca Nazionale és un arxiu cinematogràfic situat a Roma, Itàlia. Va ser fundat l'any 1949. Per llei gestiona l'anomenat dipòsit legal, amb la tasca de recollir, conservar i difondre les produccions del cinema d'Itàlia. És l'única cinemateca italiana que gaudeix del dret de dipòsit legal obligatori de totes les pel·lícules produïdes i coproduïdes a Itàlia i inscrites al Registre Públic de Cinema de la SIAE.

## Història
Fundada el 1949, amb seu a Roma, la Cineteca Nazionale conserva totes les pel·lícules de nacionalitat italiana produïdes des de llavors. Va sorgir del patrimoni arxivístic del Centre Experimental de Cinematografia, que l'any 1943, havia estat eliminat per l'ocupants nazis, perdent materials únics. Les pel·lícules, enviades a Alemanya, es van perdre en el transcurs de la Segona Guerra Mundial i molts intents de localitzar-les a Alemanya i la Unió Soviètica després de la guerra no van tenir èxit.
Hi ha 80.000 pel·lícules en arxiu, 600.000 fotografies, 50.000 pòsters i la col·lecció de l'Associació Italiana per a la Història de la Investigació del Cinema (AIRSC). Això s'acompanya de la restauració d'obres significatives i la col·laboració amb institucions estrangeres per a la distribució de pel·lícules italianes a festivals i esdeveniments d'arreu del món. L'arxiu cinematogràfic es troba a la seu del Centre de Cinematografia Experimental de Roma, a la via Tuscolana 1524, i a la sucursal d'Ivrea que acull l'Arxiu Nacional de Cinematografia Corporativa.
A més de pel·lícules italianes, la Cineteca té diversos milers de pel·lícules estrangeres, adquirides a través d'intercanvis amb cinemateques d'altres països membres de la Federació Internacional d'Arxius Fílmics (FIAF).

## Conservadors
- Enrico Magrelli (2009-2012)[7]
- Emiliano Morreale (2012-2016)[7]
- Daniela Currò (2017-2020)
- Paolo Cherchi Usai (2020)[8]
- Alberto Anile (des del 2021)